# Тасшолак
Тасшола́к (каз. Тасшолақ) — село у складі району Турара Рискулова Жамбильської області Казахстану. Входить до складу Каракистацького сільського округу.
Населення — 555 осіб (2021; 577 у 2009, 612 у 1999, 587 у 1989).